# Слот (группа)
Слот — российская альтернативная рок-группа из Москвы, основана 2 февраля 2002 года. Текущий состав группы: Дарья Равдина (вокал), Игорь Лобанов (вокал), Сергей Боголюбский (гитара, аранжировки), Никита Муравьёв (бас-гитара), Василий Горшков (ударные, аранжировки).
«Слот» известны своими продолжительными турне по России и ближнему зарубежью, которые иногда длятся более года, а также кавер-концертами.

## История группы

### 2002—2007: начало,Slot 1,2 войныиТринити
Группа была основана вокалистом Игорем Лобановым (Кэш), гитаристом Сергеем Боголюбским (ID) и гитаристом Денисом Хромых (Дэн) в 2002 году в Москве. Первый альбом группы под названием Slot 1 вышел в 2003 году. Женский вокал в альбоме принадлежал Теоне Дольниковой (Teka). Релиз получил неровные отзывы, но критики отметили, что группа имеет явный потенциал.
В том же году Дольникова покинула коллектив, а ещё через год группу покинули Хромых и барабанщик Алексей Назарчук (Proff); на их места пришли вокалистка Ульяна Елина (IF), басист Михаил Королёв (muxeu4) и барабанщик Кирилл Качанов (Дуду). С вокалом Елиной был записан второй альбом группы 2 войны, вышедший в 2006 году. В том же году Елина и Королёв покинули коллектив, вместо них к «Слоту» присоединились вокалистка Дария Ставрович (Нуки) и басист Михаил Петров (MiX). Альбом «2 войны» был перезаписан с Нуки и переиздан в 2007 году под названием «Две войны».
В 2007 году состоялся релиз третьего альбома группы «Тринити», звучание которого было сделано в стиле ню-метал. Одним из треков стала кавер-версия песни «Улица Роз» группы «Ария». Альбом получил одобрение музыкальных критиков[уточнить].

### 2008—2015:4ever,F5иШестой
В 2009 году вышел четвёртый альбом 4ever, в записи которого участвовал Сергей Маврин. Продюсером альбома, как и предыдущего, выступил Кирилл Немоляев. В том же году группу вновь покинул бас-гитарист, на место которого пришёл Никита Симонов (NiXoN).
В 2010 году вышел первый сборник группы The Best Of…, а также мини-альбом Mirrors.
В марте 2011 года прошли съёмки клипа «Kill me baby one more time», в основу сюжета для которого легла история, произошедшая с Нуки.
Осенью 2011 года вышел пятый альбом "Слот" F5. В записи одного из треков принял участие Артур Беркут. В двухдисковом издании к нему прилагался англоязычный альбом Break The Code, который состоит из англоязычных вариантов старых песен. Премьера песни «Одинокие люди» состоялась в эфире радиостанции «НАШЕ Радио», после чего трек попал в хит-парад «Чартова дюжина» и через несколько недель занял в нём первое место.

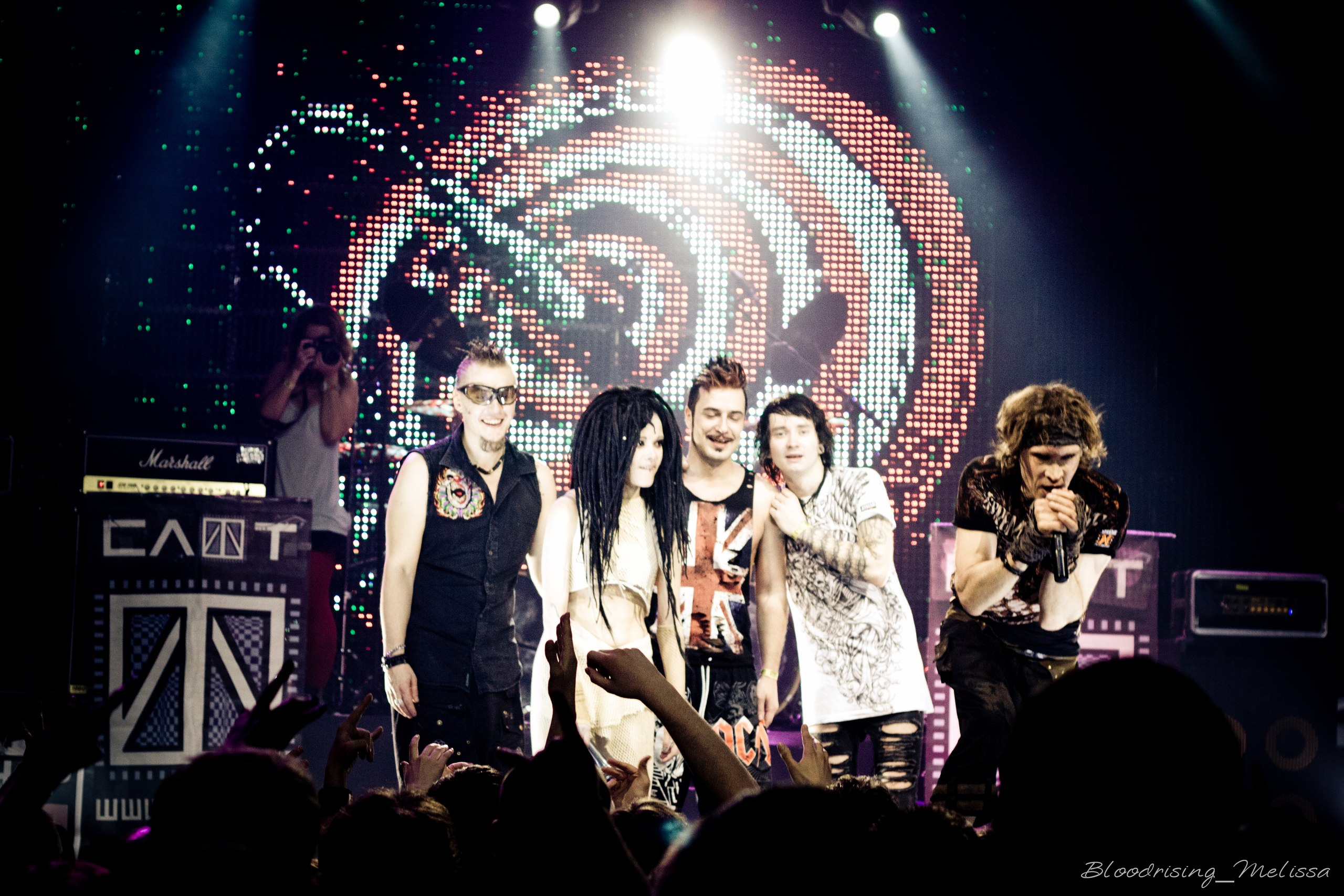
Группа во время X юбилейного концерта (Москва, 2012 г.)

В 2013 году вышел альбом Шестой, который был профинансирован посредством краудфандинга. Один из треков, «Ангел или демон» стал музыкальной темой к одноимённому сериалу, выпущенный телеканалом СТС. Через год группу покинул басист Никита Симонов, на место которого пришёл Никита Муравьёв.
Группа принимала участие в написании некоторого музыкального материала для мюзикла «Всё о Золушке». В связи с заменой либретто музыкальный материал с разрешения Раймонда Паулса был отдан на обработку группе «Слот». Её участники Сергей Боголюбский и Дария Ставрович дописали несколько композиций. Премьера состоялась 22 октября 2014 года в «Театре мюзикла» в Москве. В следующем году был выпущен саундтрек к этому мюзиклу.
18 апреля 2014 года вокалистка Дария Ставрович подверглась нападению в Санкт-Петербурге у кафе «Стокер», где должна была состояться автограф-сессия группы. Ставрович с ножевым ранением в шею была госпитализирована в реанимацию Мариинской больницы. Перенесла операцию на сосудах шеи и трахее. 28 апреля была выписана из больницы.
В 2015 году вышел мини-альбом Бой!. В том же году из группы ушёл Кирилл Качанов, место которого занял Василий Горшков, ранее игравший в группах Akado и «Колизей».

### 2016—2018:Septimaи200 кВт
В феврале 2016 года вышел седьмой студийный альбом Septima.
21 марта 2018 года группа представила сингл «На Марс», первый из грядущего альбома, а в начале июня — анимационный клип на эту песню. 9 ноября выходит второй сингл будущего альбома — им стала остросоциальная песня «Кукушка». 30 ноября 2018 года вышел восьмой студийный альбом группы, 200 кВт, отличающийся от предыдущих обилием электроники.
Несколько песен, которые не попали на эту пластинку, вошли в новый альбом группы МодеМ.
Кэш: Это песня «Не те», где в припевах спела Теона Дольникова, и Cloud Stories, которую спел Николай (Карпенко).

### 2019—2024:Инстинкт Выживания, концертные и мэшап-альбомы, уход Нуки
8 ноября 2019 года опубликован сингл «МОСКВА». Обложка сингла была создана лично КЭШем. Презентации прошли 10 ноября в Санкт-Петербурге и 6 декабря в Москве.
19 июня 2020 года вышел альбом группы Ин да хаос. Re-play. Релиз, записанный музыкантами в домашних условиях во время карантина, содержит старые хиты в новых аранжировках.
7 декабря 2020 года вышел клип на сингл «Стадия гнева», снятый Сергеем Шубиным, идейным лидером и вокалистом группы Biopsyhoz.
26 февраля 2021 вышел девятый студийный альбом группы, Инстинкт Выживания, записанный в арендованном доме в Подмосковье в августе-сентябре 2020.
Нуки: Человеку чтобы выжить мало удовлетворения первичных потребностей, ему ещё важно видеть кусок неба со дна. Без этого фрагмента картина мира и его существование в ней становится бессмысленным, как и шаги, отдаляющие нас от обезьяны по тропе эволюции. Эта потребность особенно остро ощущается в наше интересное время.
В поддержку альбома выпущено 5 lyric video на треки «Инстинкт выживания», «Норма», «Big Bang», «Джокер и Харли Квинн» и «Чернуха». А также полноценный клип «17 лет», для массовки в котором пригласили активных фанатов группы.
Презентации альбома прошли 15 мая 2021 — в Санкт-Петербурге, клуб «Космонавт» и 28 мая — в Москве, клуб 1930 Moscow.
19 июня 2021 вышел «Квартирник НТВ у Маргулиса» с группой «Слот».
В середине 2021 года начались приготовления к 20-летию группы. С ноября 2021 по февраль 2022 года на ютуб-канале группы вышли 10 серий документального фильма «СЛОТ: Вспомнить всё».
В октябре с периодичностью раз в неделю начали выходить кавер-версии песен группы в исполнении разных артистов. 11 февраля 2022 года на лейбле М2БА состоялся релиз трибьют-альбома Слот XX Tribute. В сборнике приняли участие 24 артиста как близких жанров (Эпидемия, Таймсквер, Северный флот, Ауткаст, Йорш, 7000$, План Ломоносова, Смех, Гудтаймс), так и других жанров — Григорий Лепс, Винтаж, Бурито, Пневмослон, Alai Oli и Пол Пунш. Кавер-версия песни «Зеркала», созданная группой Революция, не успела попасть в проект Слот XX Tribute, но была издана в виде сингла позднее. Аналогичным образом получилось и с кавер-версией песни «На Марс» от группы ГРОТ.
Группа приняла участие в трибьюте дуэту t.A.T.u. с треком «Я сошла с ума». Релиз трибьют-альбома 200 по встречной, приуроченного к 20-летию как одноимённого альбома, так и самого дуэта, состоялся 5 ноября 2021 года.
21 января 2022 вышел концертный альбом Инстинкт выживания — Live in Moscow, 28 января 2022 — сборник Два разных XX. The Best.
2 февраля 2022 прошло закрытое мероприятие в клубе Punk Fiction — для него музыканты подготовили специальную акустическую программу; 12 февраля в клубе Морзе в Санкт-Петербурге и 18 февраля в Adrenaline Stadium в Москве прошли большие юбилейные концерты.
11 ноября 2022 года, за несколько дней до официального релиза сингла «Зло» и видеоклипа на него, эксклюзивная премьера песни состоялась в «Чартовой Дюжине» «Нашего радио». Релиз сингла состоялся 17 ноября 2022 года.
3 февраля 2023 вышел концертный альбом XX лет (Live). 27 октября 2023 состоялся релиз концертного альбома СимфоСЛОТ (Symphonic Live).
17 августа 2023 «Слот» отыграли мэшап-шоу с приглашёнными исполнителями. 22 марта 2024 года вышел альбом Мэшап, состоящий из 7 официальных мэшап-композиций, собранных из песен СЛОТ и 7000$, Нейромонах Феофан, Северный Флот, Таймсквер, Jane Air, Stigmata и Drummatix.
Весной 2024 года группе «Слот» начали отменять концерты, что СМИ связывали с попаданием коллектива в «список запрещённых артистов».
4 апреля 2024 года Дария Ставрович объявила об уходе из группы.
12 июля 2024 года вышел концертный альбом Реквием (Live 2006—2023).

### С 2024: присоединение Дарьи Равдиной и «С.М.Г.О.»
26 июля 2024 года Дарья Равдина (Ravdina, Jase) была объявлена новым участником группы вместе с релизом нового сингла, «С.М.Г.О.», и клипа на него.
13 декабря 2024 года группа выпустила сингл «Маяк» в трёх версиях, оригинальной, инструментальной и радиоверсии, а также lyrics видео к нему. В тот же день состоялась премьера сингла в Чартовой Дюжине на Нашем Радио.

24 января 2025 года группа выпустила сингл «Олдбой» вместе с группой «Мураками»..
13 июня 2025 года вышел альбом-сборник под названием "Реставрация", который собрал самые популярные песни группы, переделанные для выпуска в 2025 году.

## Состав группы
Текущий состав

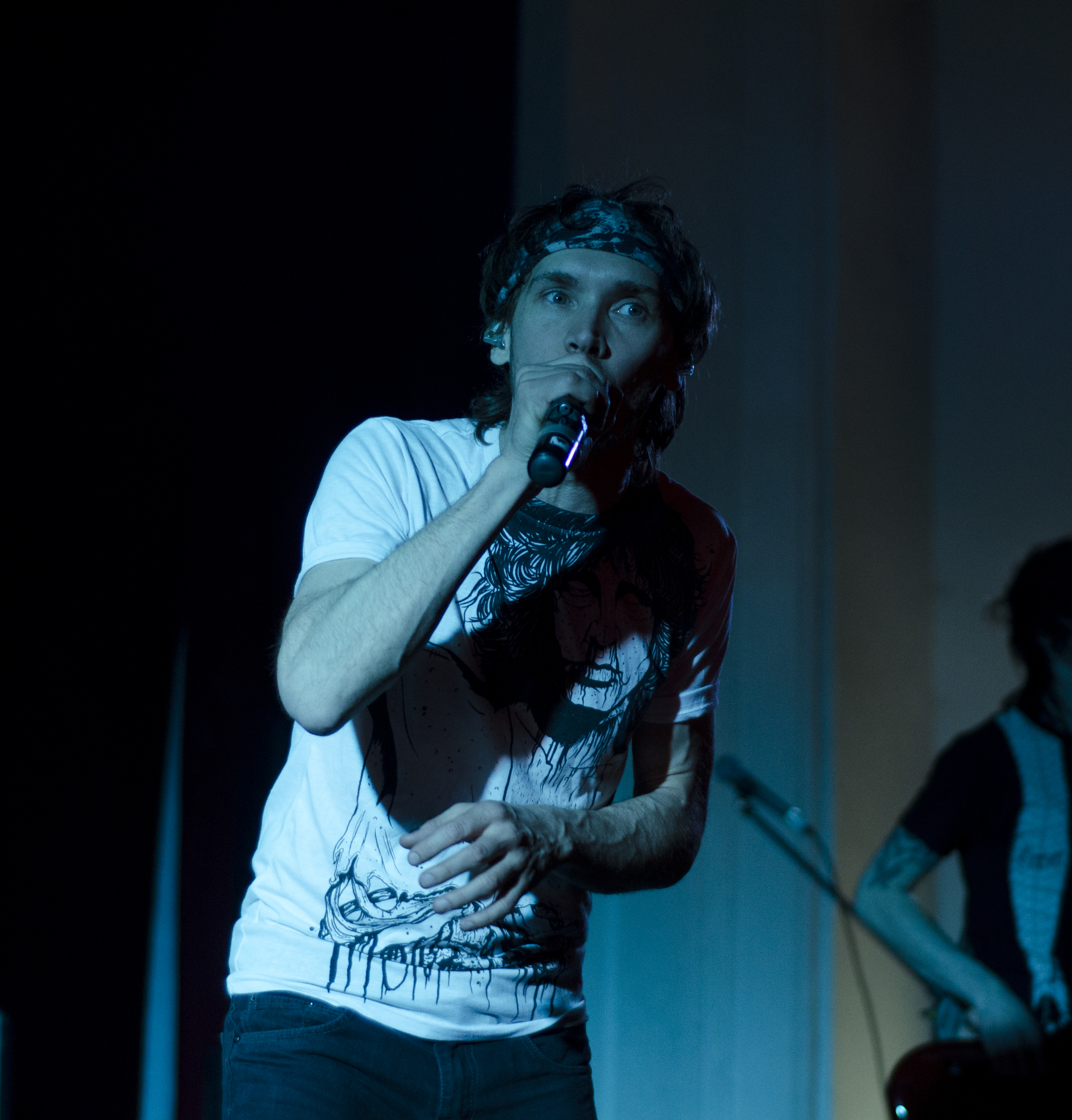
Кэш

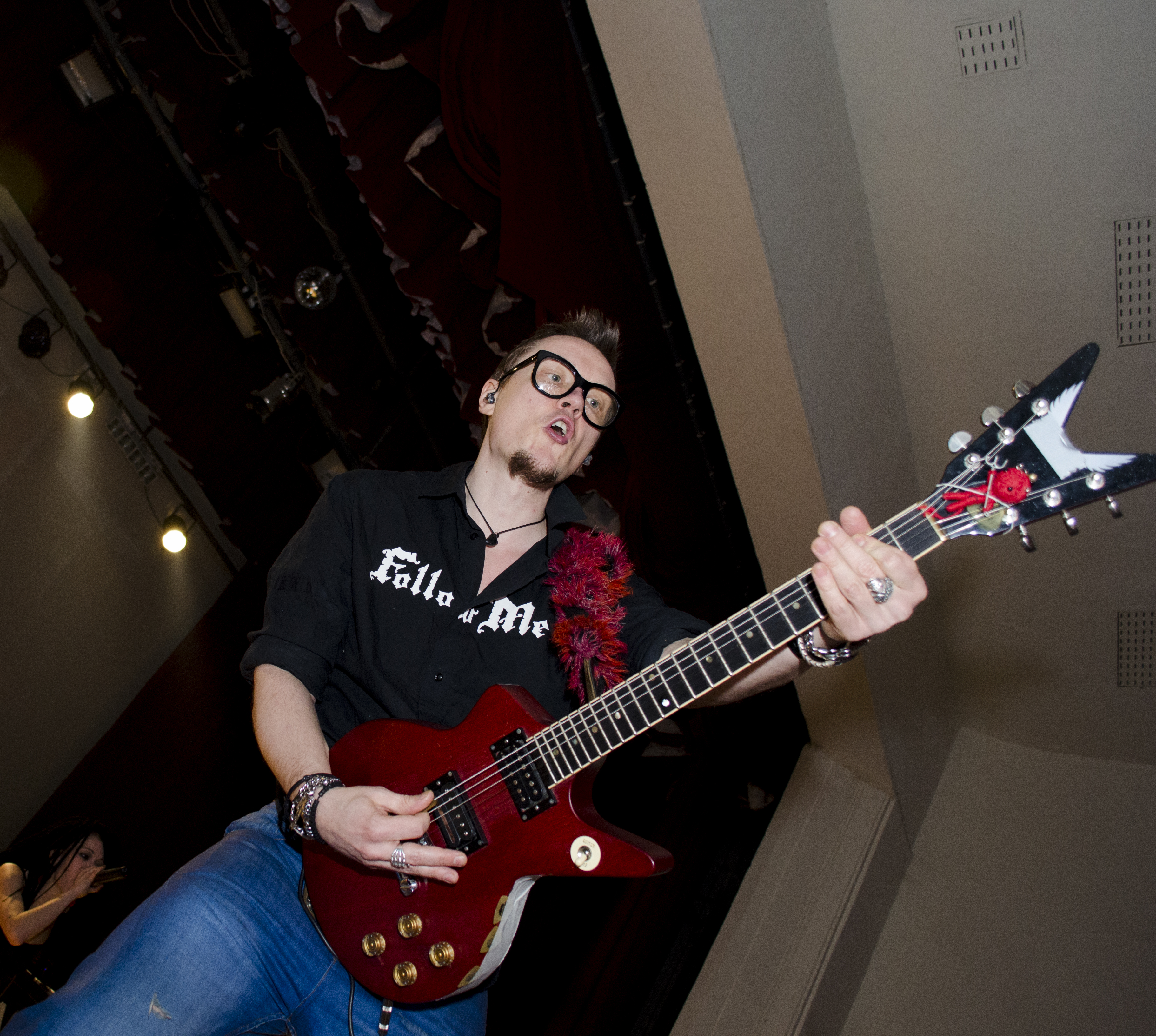
Id

- Игорь «КЭШ» Лобанов — вокал, рэп, автор (с 2002)
- Сергей «ID» Боголюбский — гитара, акустика, аранжировки, бэк-вокал (с 2002)
- Никита Муравьёв — бас-гитара (с 2014)
- Василий Горшков — ударные (с 2015)
- Дарья Равдина[вд] — вокал (с 2024)

Бывшие участники
- Теона «Teka» Дольникова — вокал (2002—2003)
- Денис «Дэн» Хромых — гитара (2002—2004)
- Алексей «Proff» Назарчук — барабаны (2002—2004)
- Ульяна «IF» Елина — вокал (2003—2006)
- Михаил «muxeu4» Королёв — бас-гитара (2004—2006)
- Кирилл «Дуду» Качанов — ударные (2004—2015)
- Михаил «MiX» Петров — бас-гитара (2006—2009)
- Дария «Нуки» Ставрович — вокал, автор (2006—2024)
- Никита «NiXoN» Симонов — бас-гитара (2009—2014)

Временная шкала